# Arena (band)
Arena is een Britse progressieve-rockband opgericht in 1995.

## Geschiedenis
Toetsenist Clive Nolan (Pendragon en ex- Shadowland) en Mick Pointer (ex-Marillion) ontmoetten elkaar dankzij een gezamenlijke vriend. De gekozen bandnaam Avalon blijkt niet gelukkig; er was al een band met die naam. De definitieve naam werd Arena. Ze hadden slechts één album op het oog, want men schatte in dat er zo'n 2.500 exemplaren verkocht zouden worden van Songs from the lion's cage. Toen de verkopen maar doorgingen besloten ze hun oeuvre uit te breiden tot maximaal vijf albums. Nadat die mijlpaal was bereikt besloot de band door te gaan, al waren er veel uitstapjes naar andere muziek. De eerste optredens volgden in het kielzog van Marillion (Pointer bleef bevriend met Steve Rothery). In 2010 werd, als opvolger van Rob Sowden, Paul Manzi aangetrokken als nieuwe zanger. In 2020 werd Manzi op zijn beurt opgevolgd door Damian Wilson (o.a. ex-Threshold).

## Muziekstijl
Alle songteksten worden geschreven door Clive Nolan, die veelvuldig uit zijn nachtmerries en horrorliteratuur put. De muziek wordt meestal geschreven door Clive Nolan, John Mitchell en Mick Pointer. De muziek wordt gecategoriseerd als neoprog, progressieve rock in navolging van Genesis, Marillion, Yes, Camel en Pink Floyd. De muziekstijl varieert van symfonische rock tot metal. Er is gelijkenis met de muziek van de oude band van Clive Nolan, Shadowland. De latere werken hebben veel heavyelementen, die gelijkenis vertonen met die van de band Threshold, mede door muziekproducent Karl Groom, uit die band. Daarnaast worden nog steeds atmosferische elementen vermengd in de muziek. Met de komst van Manzi in 2010 kreeg de band een nog 'heavyer' geluid.
Het artwork van Contagion en Pepper's ghost is van David Wyatt, die ook (kinder)boekenillustraties maakt.

## Samenstelling
De samenstelling van de band verschilde bijna van album tot album.

### Huidige bandleden (januari 2021)
- Clive Nolan - Keyboard, Achtergrondzang (1995-heden)
- Mick Pointer - Drums, Achtergrondzang (1995-heden)
- John Mitchell - Gitaar (1997-heden)
- Kylan Amos - Basgitaar (2014-heden)
- Damian Wilson - Zang (2020-heden)

### Voormalige bandleden
- John Carson - Zang (1995-1996)
- Cliff Orsi - Basgitaar (1995-1996)
- Keith More - Gitaar, Achtergrondzang (1995–1997)
- Paul Wrightson - Zang (1996–1998)
- Rob Sowden - Zang (1998–2010)
- Ian Salmon - Basgitaar(1998–2011)
- John Jowitt - Basgitaar, Achtergrondzang (1996–1998, 2011-2014)
- Paul Manzi - Zang (2010-2020)

## Discografie

### Albums
De meeste albums verschenen op het eigen label Verglas Music:
- Songs from the lion's cage (1995)
- Pride (1996)
- The Cry (1997) (met geremasterde nummers van de eerste twee albums)
- Welcome to the stage (1997) (live)
- The visitor (1998)
- Immortal? (2000)
- Breakfast in Biarritz (2001) (live)
- Contagion (2003)
- Contagious (ep) (2003)
- Contagium (ep) (2003)
- Radiance (2003) (akoestische versies van nummers van 'the visitor')
- Live & Life (2004) (dubbele live-cd + dvd)
- Pepper's Ghost (2005)
- Ten years on (2006) (compilatie)
- The seventh degree of separation (2011)
- Arena live 2011/2012 (2013)
- Contagion Max (2014)
- The unquiet sky (2015)
- Double vision (2018)
- The theory of molecular inheritance (2022)
- Lifian Tour MMXXII (2023) (live)

### Dvd's
- Caught in the act (2003)
- Smoke & mirrors (2006)
- Rapture (2013)

## Concerten in Nederland en België (selectie)
- 1996 JH 't Arsenaal, Marke - "Welcome to the cage"-tour, 28 september 1996
- 1997 De Tunnel Boskoop - "Welcome to the cage"-tour, 17 augustus 1997
- 1999 Biebob, Vosselaar - 30 oktober 1999
- 2000 Breakfast in Biarritz Tour - 29 september 2000 in Lucky & Co, Rijssen en 17 oktober 2000 in Paradiso, Amsterdam (afsluiting tour)
- 2002 De Boerderij, Zoetermeer - 7 november 2002 (samen met Timelock)
- 2003 Lucky, Rijssen - 5 april 2003
- 2005 De Boerderij, Zoetermeer - 16 oktober 2005
- 2010 De Boerderij, Zoetermeer - 13 november 2010
- 2012 Spirit of 66, Verviers - 18 november 2012 en De Boerderij, Zoetermeer - 24 november 2012
- 2015 20th Anniversary Tour "The Unquiet Sky" - Hedon Zwolle - 31 maart 2015
- 2022 The Theory of Molecular Inheritance Tour - Metropool, Hengelo - 7 oktober 2022 en De Boerderij, Zoetermeer - 29 oktober 2022
- 2023 Tour MMXXII - 6 oktober 2023, De Boerderij, Zoetermeer

- International Standard Name Identifier: 0000 0004 7018 1185
- MusicBrainz: c0b6a3ee-ec0e-4d15-95b4-4d45c2bb3d89
- Nationale Bibliotheek van Tsjechië: mzk2008451589
- Virtual International Authority File: 155798618